# رافاو ولسکی
رافاو ولسکی (زاده ۱۰ نوامبر ۱۹۹۲) بازیکن فوتبال اهل کشور لهستان است.
وی سابقه ۳ بازی و ۰ گل ملی برای تیم ملی فوتبال لهستان در کارنامه دارد، همچنین پست تخصصی او، هافبک است.